# 리플리컨트
리플리컨트(Replicant)는 1982년 영화 블레이드 러너와 2017년 속편 블레이드 러너 2049에 등장하는 가상의 생물공학 휴머노이드이다. 이는 성인 인간과 물리적으로 구별할 수 없으며 종종 초인적인 힘과 지능을 가지고 있다. 복제물은 정서적 반응을 유발하는 가상의 보이트-캄프(Voight-Kampff) 테스트를 통해 탐지할 수 있다. 리플리컨트의 비언어적 반응은 인간의 비언어적 반응과 다르다. 테스트에 실패하면 "execution"으로 이어지며, 이를 완곡하게 표현하면 "retiring"이라고 한다.
여러 모델의 리플리컨트가 생산되었다. 첫 번째로 공개된 모델인 Nexus-6의 수명은 4년이다. 후속 모델인 Nexus-7은 출산 능력을 갖춘 제한된 실험 모델이었다. Nexus-8과 Nexus-9 리플리컨트 역시 수명이 정해져 있지만 Nexus-9 제품군은 인간의 명령을 거역할 수 없었다.

## 용어의 기원
블레이드 러너에 영향을 준 소설 안드로이드는 전기 양의 꿈을 꾸는가?에서 필립 K. 딕은 안드로이드(앤디)라는 용어를 사용했지만 감독 리들리 스콧은 관객의 선입견을 피하기 위해 새로운 용어를 원했다.